# 耶路撒冷大道 (特拉維夫)

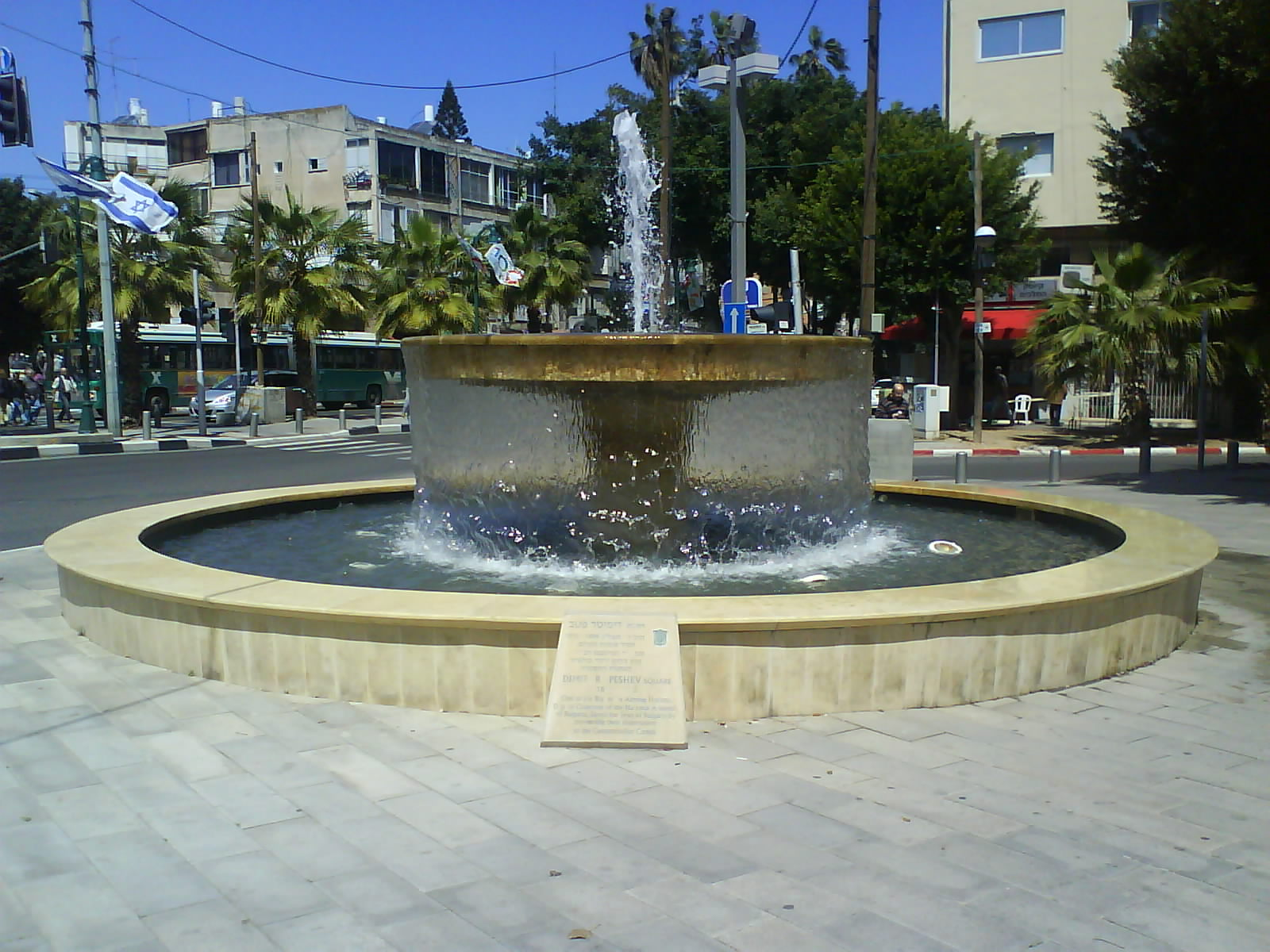
耶路撒冷大道上的噴泉

32°3′0.22″N 34°45′31.93″E / 32.0500611°N 34.7588694°E
耶路撒冷大道（希伯來語：‎）是以色列城市特拉維夫的主要街道之一。該街自特拉維夫至是一条漫长的历史大街，从特拉维夫的边界至南部的巴特亞姆，途徑雅法，和海岸線平行。這條街道是奧斯曼帝國在第一次世界大戰期間強迫猶太人和阿拉伯人興建，目的是連接雅法的果園和市中心。

## 外部連結
- Sderot Yerushalayim on Panoramio